# モロッソス
モロッソス（古希: Μολοσσός, Molossos, 英: Molossus）は、ギリシア神話の人物である。ギリシア北方に位置するエーペイロス地方のモロッシアーとモロッソス人の王。トロイア戦争の英雄ネオプトレモスとアンドロマケーの子で、ピエロス、ペルガモスと兄弟。また異父兄弟にアンドロマケーと予言者ヘレノスとの間に生まれたケストリーノスがいる。

## 神話
一般的な伝承では、ネオプトレモスはトロイア戦争後、ヘクトールの寡婦であり奴隷の境遇に置かれたアンドロマケーを褒美として受け取り、テッサリアー地方のプティーアには帰国せず、モロッソス人の支配するエーペイロス地方に赴いて支配した。そしてこの地でアンドロマケーとの間にモロッソスをもうけた。
エウリーピデースの悲劇『アンドロマケー』では、ネオプトレモスはプティーアに帰国してヘルミオネーと結婚するが、アンドロマケーとの間にモロッソス（劇中では名前について言及がない）が生まれたために、ネオプトレモスが留守にしている間に、ヘルミオネーとその父メネラーオスは彼らを殺そうとする。アンドロマケーはモロッソスを他所に預けて自分はテティス神殿に逃げ込むが、メネラーオスはモロッソスを手中に収めて人質とし、アンドロマケーに神殿から出てくるよう命じる。しかしそこにペーレウスが現れて2人を助ける。ネオプトレモスはデルポイでオレステースに殺害されるが、テティスによってアンドロマケーはヘレノスと結婚してモロッシアーに移住し、モロッソスはアイアキダイ（アイアコスの一族）最後の生き残りとしてその地で王となり、子孫は末代まで栄えることが予言される。
パウサニアスによると、ネオプトレモスはやはり帰国せずにエーペイロス地方に移住し、同地でヘルミオネーと結婚したが子供はなく、アンドロマケーとの間にモロッソス、ピエロス、ペルガモスが生まれたとしている。ネオプトレモスが殺害された後、アンドロマケーはヘレノスと結婚し、ケストリーノスが生まれた。ヘレノスは死に際して王権をモロッソスに譲り、ピエロス以外の兄弟は他の土地に移住して王となった。
なお、ストラボンはエーペイロス地方でモロッソス人が勢力を誇ったのは、彼らがアイアキダイの王家に属し、また領域内にドードーナの神託所があったためとしている。